# Vermont (Illinois)
Vermont es una villa ubicada en el condado de Fulton en el estado estadounidense de Illinois. En el Censo de 2010 tenía una población de 667 habitantes y una densidad poblacional de 204,71 personas por km².

## Geografía
Vermont se encuentra ubicada en las coordenadas 40°17′45″N 90°25′45″O / 40.29583, -90.42917. Según la Oficina del Censo de los Estados Unidos, Vermont tiene una superficie total de 3.26 km², de la cual 3.26 km² corresponden a tierra firme y (0%) 0 km² es agua.

## Demografía
Según el censo de 2010, había 667 personas residiendo en Vermont. La densidad de población era de 204,71 hab./km². De los 667 habitantes, Vermont estaba compuesto por el 98.65% blancos, el 0.15% eran afroamericanos, el 0.15% eran amerindios, el 0.3% eran asiáticos, el 0% eran isleños del Pacífico, el 0.45% eran de otras razas y el 0.3% pertenecían a dos o más razas. Del total de la población el 1.35% eran hispanos o latinos de cualquier raza.